# Азхиль, Айман
Айман Азхиль (фр. Ayman Azhil; род. 10 апреля 2001, Дюссельдорф) — марокканский футболист, полузащитник клуба «Боруссия II» Дортмунд.

## Клубная карьера
Азхиль — воспитанник клуба «Байер 04». В 2019 году игрок был включён в заявку на сезон. В 2020 году Азхиль на правах аренды перешёл в нидерландский «Валвейк». 17 октября в матче против «Хераклеса» он дебютировал в Эредивизи. По окончании аренды Айман вернулся в «Байер 04». 12 ноября 2022 года в матче против «Штутгарта» он дебютировал в Бундеслиге. В 2023 году Азхиль перешёл дортмундскую «Боруссию», где начал выступать за дублирующий состав.